# 로드하우긴귀박쥐
로드하우긴귀박쥐(Nyctophilus howensis)는 애기박쥐과에 속하는 박쥐의 일종이다. 1972년 로드하우섬에서 발견된 두개골 한 점만이 알려져 있으며, 20세기로 거슬러 올라간다. 멸종된 것으로 추정되고 있으며, 그렇지 않으면 멸종 위험에 처해 있다.